# Stazione di Orsago
Stazione di Orsago vasútállomás Olaszországban, Veneto régióban, Orsago településen.

## Vasútvonalak
Az állomást az alábbi vasútvonalak érintik:
- Velence–Udine-vasútvonal

## Kapcsolódó állomások
A vasútállomáshoz az alábbi állomások vannak a legközelebb: 
- Stazione di Sacile (Stazione di Udine)
- Stazione di Pianzano (Stazione di Venezia Santa Lucia)